# کثلین بوث
کثلین بوث (متولد ۱۹۲۲) اولین زبان اسمبلی را نوشت و اسمبلر آن را برای اولین سیستم‌های رایانه ای در دانشگاه بیرکبِک لندن طراحی کرد. وی به طراحی سه دستگاه مختلف از جمله ARC (ماشین‌حساب رله اتوماتیک)، SEC (رایانه الکترونیکی ساده) و APE(X)C en:APEXC (رایانه الکترونیکی همه‌منظوره) کمک کرد.

## زندگی شخصی
وی در استوربریج، وسترشیر، انگلیس متولد شد. بایگانی‌شده  در ۴ مارس ۲۰۱۶ توسط Wayback Machine در سال ۱۹۴۴ لیسانس ریاضیات را از دانشگاه لندن به دست آورد و در سال ۱۹۵۰ مدرک دکترا در ریاضیات کاربردی را اخذ کرد. در همان سال ۱۹۵۵ با همکارش اندره بوث ازدواج کرد. وی دو فرزند داشته‌است.
او در ۲۹ سپتامبر ۲۰۲۲ در ۱۰۰ سالگی درگذشت.